# SG ABUS Dessau
Die SG ABUS Dessau ist ein deutscher Sportverein mit Sitz in der sachsen-anhaltischen Stadt Dessau-Roßlau. Als SV Tannenheger Dessau spielte die erste Fußball-Mannschaft in der Saison 1944/45 in der Gauliga Mitte.

## Geschichte

### Gründung bis Zweiter Weltkrieg
Der Verein wurde im Jahr 1904 als SV Tannenheger Dessau gegründet. Die erste Fußball-Mannschaft wurde zur Saison 1944/45 in die Gauliga Mitte in den Bezirk Anhalt eingegliedert. Über ausgetragene Spiele in dieser Saison ist nichts mehr bekannt. Diese wurde aufgrund des fortschreitenden Zweiten Weltkriegs jedenfalls nicht mehr zu Ende gespielt und am 7. März 1945 abgebrochen.

### Heutige Zeit
Rechtsnachfolger ist heutzutage die SG ABUS Dessau, welche in der Spielzeit 2001/02 in der Landesklasse Sachsen-Anhalt antrat und hier mit 17 Punkten den 12. Platz belegte. In der Saison 2004/05 trat die erste Mannschaft des Vereins in der Kreisoberliga Anhalt an erreichte dort mit 58 Punkten die Meisterschaft. Dort spielt die Mannschaft auch noch bis heute.

## Persönlichkeiten
- Paul Breitmann (1923–2013), Jugendspieler in den 1930er und 1940er Jahren, später dann bei Motor Dessau